# フレグ

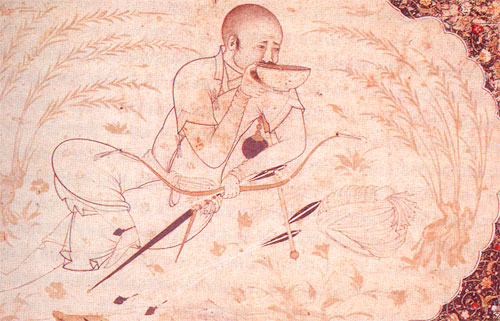
ティムール朝時代に描かれたフレグの肖像。片手に酒杯、もう片方の手には弓と鞭を持つ。画面右側には脱がれたターバンを置いている。

フレグ（Hülegü, Hülägü、1218年 - 1265年）、あるいはフラグ、またはフラクは、イルハン朝（フレグ・ウルス）の創始者（在位：1260年 - 1265年）。アバカ、テグデル・アフマドの父。『世界征服者史』『集史』等のペルシア語、アラビア語文献では ペルシア語: هولاكو خان 転写: Hūlākū Khān、『元史』等の漢語文献では旭烈兀 大王、『五族譜（Shu'`ab-i Panjgāna）』のウイグル文字モンゴル語表記では  ᠤᠯᠡᠺᠤ 'wl'kw（ulaku < 'ülegü < Hülegü）  と表される。
チンギス・カンの子のトルイと、ケレイト族出身の正室ソルコクタニ・ベキの間の三男として生まれた。モンケ、クビライ、アリクブケは同母兄弟であり、チンギス・カンの孫にあたる。イル・ハン ايلخان Īl-khān の尊称で呼ばれた。

## 生涯
幼少時代については不詳であるが、1219年に早くも河南地方の彰徳路に所領を有していたようで、『元史』によれば祖父のチンギス・カンより「打捕鷹房民戸七千余戸」を分与されていたと記録されている。
1253年、兄のモンケ・カアンの勅命により西征軍総司令に任命され、イラン方面総督であったアルグン・アカ以下アムダリヤ川以西の帰順諸政権を掌握し、ニザール派、アッバース朝、シリア、アナトリア、エジプト諸国を征服すべく出征した（フレグの西征）。1256年にはニザール派教主ルクヌッディーン・フルシャーが投降、本拠地アラムート城塞が陥落。1258年には「バグダードの戦い」によってバグダードを征服、アッバース朝カリフ・ムスタアスィムを捕縛・殺害して同王朝を滅亡させた。1260年2月にはアレッポを攻略し、同年4月にはダマスクスを陥落さるなど、快進撃を続け次々と領土を広げる。
1259年に長兄のモンケが没する。フレグの次兄のクビライと弟のアリクブケがモンケの後継をめぐって争いを始めた為、フレグはモンゴル帝国には帰還せずに中東地域（現在のイラン付近）に留まり、1260年秋にイルハン朝を建国した。
この頃ジョチ・ウルスから派遣され西征軍に従軍していた諸将・王侯があいついで謀叛・急死したため、バトゥの跡を継いだジョチ家の当主ベルケはこれを不審視し、フレグとの間に深刻な対立を生じてしまった（ベルケ・フレグ戦争）。
後継者争いに勝ったクビライが1264年に跡を継ぐと、フレグはクビライのカアン位を支持した。
フレグは当時アーザルバーイジャーン地方の州都であったタブリーズを首都と定め、アルメニアのヴァン湖近辺のアラタグ、コルデスターン州のシヤーフクーフを夏営地に、現在のアゼルバイジャン共和国のクラ川低地地域であるアッラーン地方、バグダードなどを冬営地に選定している。
また、アーザルバーイジャーン地方の古都であるマラーゲに大規模な天文台と複合施設を建造し、当時の大学者であったナースィルッディーン・トゥースィーに『イルハン天文表』を作成させている。
1265年2月8日にマラーゲ周辺のチャガトゥーの地で没し、ウルーミーエ湖湖畔のシャーフー山に設けられた大禁地に埋葬された。同年4月にアバカが後継者として即位する。

## 宗室
『集史』「フレグ・ハン紀」によると、フレグには14人の息子と7人の娘が記録されている。（『五族譜（Shu`ab-i Panjgāna）』フレグ・ハン系図での人名表記には、『集史』での表記と若干異なっている場合がある）

### 父母
- 父　トルイ・カン
- 母　ソルコクタニ・ベキ - ケレイト王家のオン・ハンの弟のジャカ・ガンボの娘

### 后妃
- ドクズ・ハトゥン[3] - 大ハトゥン（Khātūn-i Buzurg/Yaka Khātūn）
- グユク・ハトゥン[4] - 次男ジョムクル、長女ボルガン・アガの母
- クトイ・ハトゥン[5] - 四男テクシン、七男テグデルの母
- オルジェイ・ハトゥン[6] - グユク・ハトゥンの姉妹。十一男モンケ・テムル、次女ジャムイ、三女モングルゲン、七女バーバーの母
- イェスンジン・ハトゥン[7] - 長男アバカの母

#### 側室
- ノカチン・エゲチ[8] - 三男ヨシムト、五男タラガイ、六男トブシンの母
- ボラクチン[9]
- アリカン・エゲチ[10] - 八男アジャイ、五女タラカイの母
- アジュジャ・エゲチ[11] - 九男コンクルタイ
- イシジン[12] - 十男イェスデルの母
- イル・エゲチ[13] - 十二男フラチュ、十三男シバウチの母
- メングリ・ゲチ・エゲチ[14] - 六女クトルカの母

※その他側室多数。

### 子女

#### 男子
- 長男　アバカ - 母イェスンジン・ハトゥン。アルグンとガイハトゥの父
- 次男　ジョムクル[15] - 母グユク・ハトゥン
- 三男　ヨシムト[16] - 母ノカチン・エゲチ。曾孫にイルハン朝最末期の君主スライマーン（在位1338年-?）がいる。
- 四男　テクシン[17] - 母クトイ・ハトゥン
- 五男　タラガイ[18] - 母ノカチン・エゲチ。バイドゥの父
- 六男　トブシン[19] - 母ノカチン・エゲチ
- 七男　テグデル・アフマド - 母クトイ・ハトゥン
- 八男　アジャイ[20] - 母アリカン・エゲチ
- 九男　コンクルタイ[21] - 母アジャジュ・エゲチ
- 十男　イェスデル[22] - 母イシジン
- 十一男　モンケ・テムル[23] - 母オルジェイ・ハトゥン
- 十二男　フラチュ[24] - 母イル・エゲチ
- 十三男　シバウチ - [25]母イル・エゲチ
- 十四男　タガイ・テムル[26] - 母は氏名不詳の側室

#### 女子
- 長女　ボルガン・アガ[27] - 母グユク・ハトゥン。ジュルマ・キュレゲン[28]に降嫁。
- 次女　ジャマイ[29] - 母オルジェイ・ハトゥン。ジュルマ・キュレゲンに降嫁。
- 三女　モングルゲン[30] - 母オルジェイ・ハトゥン。オイラト部族のブカ・テムルの息子チャキル・キュレゲンに降嫁。
- 四女　トゥドゥケチ[31] - 母は氏名不詳の側室。オイラト部族のティンギズ・キュレゲンに降嫁[32]。
- 五女　タラカイ[33] - 母アリカン・エゲチ。ミリタイ・ハトゥンの兄弟でコンギラト部族のムーサー・キュレゲン（タガ・テムル）に降嫁。
- 六女　クトルカ[34] - 母メングリ・ゲチ・エゲチ。ドルバン部族のオルグト・ノヤンの息子イェスブカ・キュレゲンに降嫁。
- 七女　バーバー[35] - 母オルジェイ・ハトゥン。オイラト部族出身で最後のイラン総督アルグン・アカの息子リグジ・キュレゲンに降嫁。